# PAT Stadium
Das PAT Stadium (Thai แพท สเตเดียม) in ist ein reines Fußballstadion im Bezirk Khlong Toei in der thailändischen Hauptstadt Bangkok. 
Das 12.000 Zuschauer fassende Stadion ist das Heimstadion vom Port Football Club.
Eigentümer des Stadions ist die Port Authority of Thailand.

## Nutzer des Stadions
| Verein                       | Zeitraum der Nutzung |
| ---------------------------- | -------------------- |
| Port FC                      | 2009 bis heute       |
| Bangkok Christian College FC | 2013                 |